# ファーネス・ウィジー
ファーネス・ウィジー （Furness, Withy & Co, Ltd.）は、イギリスの海運トラスト、ファーネス・グループの盟主会社。

## 歴史
1877年、ダラムの食料品商だったクリストファー・ファーネスが海運業に進出し、ファーネス・ライン（Furness Line）の名称のもと、イギリス近海航路、ロンドン～アメリカ・カナダ東海岸航路を経営した。主として家畜と冷凍肉の輸送をおこなっていた。
1891年、ハートルプールの造船所エドワード・ウィジー会社（Edward Withy & C.）を合併し、資本金70万ポンドをもってファーネス・ウィジーを設立した。
第一次世界大戦の直前から戦中にかけ、イギリス・ヨーロッパ、南アメリカ東岸航路の経営者の統合を中心としたトラスト結成をおこなった。1932年に、当時世界最大の海運トラストだったロイヤル・メール・グループの崩壊に伴い、改組したロイヤル・メールおよびその系列の数社を支配下におさめた。
以来、ファーネス社はヨーロッパ～北アメリカ・カナダ東西両岸航路などを経営するほか、系列子会社は南アメリカおよびオーストラリア、ニュージーランド方面に強固な地盤を築き上げ、グループの艦隊は1970年当時で113万総トン、資本金1267万ポンドあった。
1980年代に入って経営が香港の会社の傘下に入り社名も変わったが、1998年からファーネス・ウィジーの名が復活した。本社機能はニューヨークにあり、バミューダにも拠点をおく。